# Kurt Dahlenburg
Kurt Dahlenburg (* 30. Dezember 1889 in Straßburg, Reichsland Elsaß-Lothringen; † nach 1950) war ein deutscher Tierarzt und Politiker (LDP). Von 1946 bis zu seiner Mandatsniederlegung 1950 gehörte er dem Landtag von Sachsen-Anhalt an.

## Leben
Dahlenburg studierte Tiermedizin in Berlin und bestand 1915 die Tierärztliche Fachprüfung. Seit 1911 gehörte er der Berliner Burschenschaft Arminia an.
Er war während des Ersten Weltkriegs als Veterinär im deutschen Heer tätig. Nach dem Zweiten Weltkrieg trat Dahlenburg der LDP bei und wurde bei der Landtagswahl in der Provinz Sachsen 1946 für seine Partei in den Landtag gewählt. Das Mandat legte er im April 1950, resigniert über die undemokratische Entwicklung in der DDR nieder.